# Sida salviifolia
Sida salviifolia är en malvaväxtart som beskrevs av Karel Presl. Sida salviifolia ingår i släktet sammetsmalvor, och familjen malvaväxter. Utöver nominatformen finns också underarten S. s. submutica.